# حسن رحيمي
حسن رحيمي (بالفارسية: حسن رحيمى) هو مصارع هاوي إيراني، ولد في 15 يونيو 1989 في طهران في إيران.

## وصلات خارجية
- حسن رحيمي على موقع قاعدة بيانات المصارعة الدولية (الإنجليزية)
- حسن رحيمي على موقع أوليمبيديا (الإنجليزية)